# 몬테카르멜로역
몬테카르멜로역(스페인어: Montecarmelo)은 마드리드 지하철 10호선의 역이다. 푸엥카랄엘파르도 구 몬테카르멜로의 모나스테리오 데 사모스 거리와 몬테카르멜로 대로가 만나는 교차로 지하에 자리잡고 있다. 요금구역상으로는 A구역에 속한다.

## 역사
2007년 4월 26일 10호선 북부 연장구간인 메트로노르테 (MetroNorte)의 개통과 함께 문을 열었다.

## 환승 정보
역 주변에 시내버스 정류장이 두 곳 있다.
버스
- 시내버스
  - 134, 178번 버스 (주간)
  - N23번 버스 (야간)

지하철
| 마드리드 지하철                      | 마드리드 지하철        | 마드리드 지하철                  |
| ------------------------------------ | ---------------------- | -------------------------------- |
| 라스 타블라스 오스피탈 인판타 소피아 | 마드리드 지하철 10호선 | 트레스 올리보스 푸에르타 델 수르 |